# Kabinett Pembangunan II
Das Kabinett Pembangunan II (Zweites Entwicklungskabinett) wurde in Indonesien am 28. März 1973 von Staatspräsident Suharto gebildet und war das zweite Kabinett der von Suharto ausgerufenen sogenannten Orde Baru (Neue Ordnung). Es löste das Kabinett Pembangunan I ab und blieb bis zum 29. März 1978 im Amt, woraufhin das Kabinett Pembangunan III gebildet wurde.
Anders als das vorherige Erste Entwicklungskabinett arbeitete das zweite Kabinett mit sieben Hauptprogrammen (Sapta Krida): Aufrechterhaltung und Verbesserung der politischen Stabilität, der wirtschaftlichen Stabilität, der Sicherheit und Ordnung, Abschluss von der ersten Fünfjahresentwicklung PeLiTa I (Pembangunan Lima Tahun) und Vorbereitung und Umsetzung von PeLiTa II, Verbesserung des Wohlergehens der Bevölkerung, Verbesserung der Ordnung und Bekämpfung des Missbrauchs des Apparats sowie Abhalten von Parlamentswahlen vor Ende 1977. Verglichen mit dem Ersten Entwicklungskabinett – das seit dem 6. Juni 1968 gebildet und am 7. September 1971 umgebildet wurde – schien es, dass nur das 5. Programm, nämlich die Verbesserung des Wohlergehens der Bevölkerung, ausdrücklich aufgeführt wurde.

## Kabinettsmitglieder
| Staatspräsident | Staatspräsident |
| --------------- | --------------- |
|                 | General Suharto |

| Vizepräsident | Vizepräsident      |
| ------------- | ------------------ |
|               | Hamengkubuwono IX. |

### Koordinierende Minister
| Nr. | Amt                                                             | Amtsinhaber        |
| --- | --------------------------------------------------------------- | ------------------ |
| 1   | Koordinierender Minister für Wirtschaft, Finanzen und Industrie | Widjojo Nitisastro |
| 2   | Koordinierender Minister für Volkswohlfahrt                     | Sunawar Sukowati   |

### Minister
| Nr. | Amt                                                                    | Amtsinhaber |
| --- | ---------------------------------------------------------------------- | --- |
| 3   | Innenminister                                                          | Generalmajor Amir Machmud                                                                                         |
| 4   | Außenminister                                                          | Adam Malik seit 1. Oktober 1977 (kommissarisch): Syarief Thayeb                                                   |
| 5   | Minister für Verteidigung und Sicherheit Befehlshaber der Streitkräfte | Maraden Panggabean                                                                                                |
| 6   | Justizminister                                                         | Umar Senudji seit 22. Januar 1974: Mochtar Kusumaatmadja                                                          |
| 7   | Informationsminister                                                   | Mashuri Saleh seit 1. Oktober 1977 (kommissarisch): Sudharmono                                                    |
| 8   | Finanzminister                                                         | Ali Wardhana |
| 9   | Handelsminister                                                        | Radius Prawiro |
| 10  | Landwirtschaftsminister                                                | Toyib Hadiwijaya                                                                                                  |
| 11  | Industrieminister                                                      | M. Jusuf |
| 12  | Bergbauminister                                                        | Mohammad Sadli |
| 13  | Minister für öffentliche Arbeiten und elektrische Energie              | Sutami |
| 14  | Verkehrsminister                                                       | Emil Salim |
| 15  | Minister für Bildung und Kultur                                        | Sumantri Brodjonegoro seit 18. Dezember 1973 (kommissarisch): J. B. Sumarlin seit 22. Januar 1974: Syarief Thayeb |
| 16  | Gesundheitsminister                                                    | G. A. Siwabessy                                                                                                   |
| 17  | Religionsminister                                                      | Mukti Ali |
| 18  | Minister für Arbeitskräfte, Transmigration und Genossenschaften        | Subroto |
| 19  | Sozialminister                                                         | Mohammad Syafa’at Mintaredja                                                                                      |

### Staatsminister mit Geschäftsbereichen
| Nr. | Amt | Amtsinhaber             |
| --- | --- | ----------------------- |
| 20  | Vorsitzender der Nationalen Entwicklungsplanungsagentur                                                        | Widjojo Nitisastro      |
| 21  | Staatsminister für den Staatsapparat Stellvertretender Vorsitzender der Nationalen Entwicklungsplanungsagentur | J. B. Sumarlin          |
|     | Staatsminister für Forschung                                                                                   | Sumitro Djojohadikusumo |
| 22  | Staatsminister für Verwaltung und Finanzen Kabinettssekretär mit Ministerrang                                  | Sudharmono              |

### Mitglieder des Kabinetts mit Ministerrang
| Nr. | Amt                                                             | Amtsinhaber                                       |
| --- | --------------------------------------------------------------- | ------------------------------------------------- |
| 23  | Generalstaatsanwalt                                             | Ali Said                                          |
| 24  | Gouverneur der Zentralbank                                      | Rachmat Saleh                                     |
| 25  | Befehlshaber des Operationskommandos für Sicherheit und Ordnung | Sumitro Sastrodihardjo seit 2. März 1974: Suharto |

## Weblink
- Pembangunan II: Kabinet Menteri (1973–1978) (Memento vom 1. April 2018 im Internet Archive)